# Готтфрид, Брайан
Брайан Эдвард Готтфрид (англ. Brian Edward Gottfried; род. 27 января 1952, Балтимор) — американский профессиональный теннисист, спортивный функционер и теннисный тренер.
- Бывшая вторая ракетка мира в парном и третья — в одиночном разряде
- Победитель трёх турниров Большого шлема в мужском парном разряде
- Двукратный победитель итогового турнира WCT (1975, 1980) в парном разряде
- Победитель в общей сложности 25 профессиональных теннисных турниров в одиночном и 53 — в парном разряде
- Двукратный обладатель Кубка Дэвиса (1978, 1982) в составе сборной США
- С 1987 года председатель Ассоциации теннисистов-профессионалов (АТР)
- Лауреат наград АТР «Прогресс года» (1976) и «За спортивное поведение и честную игру» (1984)
- Член Международного еврейского спортивного зала славы (1999)

## Игровая карьера
Брайан Готтфрид впервые взял в руки теннисную ракетку в восемь лет. Это был подарок японского теннисиста, приехавшего в США для участия в молодёжном турнире Orange Bowl и жившего в эти дни дома у семьи Готтфридов. Начиная с девяти лет Брайана, жившего с семьёй во Флориде, тренировал будущий ведущий теннисный тренер США Ник Боллетьери, дома у которого мальчик проводил лето. В 1962 и 1963 годах Брайан дважды выиграл национальный чемпионат США среди мальчиков в возрасте до 12 лет — в первый год его партнёром был Джимми Коннорс, а во второй Дик Стоктон. В 1964 году Брайан завоевал звание чемпиона США среди мальчиков в этой возрастной категории уже в одиночном разряде.
В 1970 году, в первый год учёбы в университете Тринити (Техас), Готтфрид выиграл чемпионат США среди юношей в одиночном разряде, а через два года в студенческом чемпионате NCAA дошёл до финала как в одиночном (уступив Стоктону), так и в парном (со Стоктоном проиграв паре Сэнди Майер/Роско Таннер из Стэнфорда) разрядах. В 1971 и 1972 годах он избирался в символическую любительскую сборную США. В 1972 году Готтфрид начал участие в профессиональных теннисных турнирах и на следующий год, завоевав один титул в одиночном и три в парном разряде (все три со Стоктоном), был назван журналом Tennis Magazine «новичком года».
С 1974 года начинается сотрудничество на корте между Готтфридом и мексиканским теннисистом Раулем Рамиресом. В общей сложности за более чем десятилетие совместных выступлений Готтфрид и Рамирес выиграли в паре 39 титулов, в том числе 20 с 1975 по 1977 год. На этот период пришлись две победы в Открытом чемпионате Франции (1975, 1977; в 1976 году пара проиграла в финале) и одна — на Уимблдонском турнире (1976), а также выигрыш Итогового турнира WCT 1975 года и выход в финал Открытого чемпионата США 1977 года. В 1974 и 1975 годах Готтфрид и Рамирес признавались Ассоциацией теннисистов-профессионалов (АТР) лучшей парой года. К концу 1976 года Готтфрид занимал второе место в рейтинге АТР, уступая только Рамиресу.
Лучшие годы выступлений Готтфрида в одиночном разряде также пришлись на середину 1970-х годов. С 1975 по 1978 год он выиграл 12 турниров в одиночном разряде. В 1976 году он удостоился награды ATP в номинации «Прогресс года», а в следующем году достиг третьей строчки в рейтинге АТР в одиночном разряде после выхода в финал Открытого чемпионата Франции в одиночном разряде, где он стал первым представителем США за 22 года. Незадолго до этого журнал Newsweek назвал его лучшим теннисистом мира, что, хотя и не соответствовало истинному месту в рейтинге, не было так уж далеко от истины (за этот сезон он выиграл пять турниров в одиночном разряде и десять раз проигрывал в финалах). В эти годы Готтфрид неоднократно обыгрывал соперников, носивших прежде и впоследствии титул первой ракетки мира — в их числе были Джон Ньюкомб, Джимми Коннорс, Илие Настасе, Бьорн Борг, Гильермо Вилас, Род Лейвер и Джон Макинрой. Позже (в 1980 году) к числу будущих первых ракеток мира, обыгранных Готтфридом, прибавился также Иван Лендл.
В конце 70-х и начале 80-х годов Готтфрид продолжал выступать хотя и без прежнего блеска, но вполне успешно. В 1978 и 1982 году он дважды участвовал в завоевании сборной США Кубка Дэвиса, хотя во второй раз и не играл в финальном матче, С 1979 по 1984 год он выиграл десять турниров в одиночном и 16 — в парном разряде, в том числе завоевав в 1980 году с Рамиресом второй титул на Итоговом чемпионате WCT. Свой последний титул в одиночном разряде Готтфрид завоевал в 31 год, а в парном годом позже. На исходе карьеры, в 1984 году, он был ещё раз отмечен наградой АТР, теперь в номинации «За спортивное поведение и честную игру».
Брайан Готтфрид был не только джентльменом на корте, но и демонстрировал стиль игры, который официальный сайт АТР называет безупречным, особенно отмечая удар открытой ракеткой, являющийся одним из лучших в истории. Обладая отличным дальным ударом, Готтфрид был тем не менее приверженцем игры у сетки. В 1999 году имя Готтфрида было включено в списки Международного еврейского спортивного зала славы.

## Участие в финалах турниров Большого шлема за карьеру

### Одиночный разряд (1)
Поражение (1)
| Год  | Турнир                     | Покрытие | Соперник в финале | Счёт в финале |
| ---- | -------------------------- | -------- | ----------------- | ------------- |
| 1977 | Открытый чемпионат Франции | Грунт    | Гильермо Вилас    | 0-6, 3-6, 0-6 |

### Мужской парный разряд (7)

#### Победы (3)
| Год  | Турнир                         | Покрытие | Партнёр       | Соперники в финале       | Счёт в финале           |
| ---- | ------------------------------ | -------- | ------------- | ------------------------ | ----------------------- |
| 1975 | Открытый чемпионат Франции     | Грунт    | Рауль Рамирес | Джон Александер Фил Дент | 6-4, 2-6, 6-2, 6-4      |
| 1976 | Уимблдонский турнир            | Трава    | Рауль Рамирес | Росс Кейс Джефф Мастерс  | 3-6, 6-3, 8-6, 2-6, 7-5 |
| 1977 | Открытый чемпионат Франции (2) | Грунт    | Рауль Рамирес | Ян Кодеш Войтек Фибак    | 7-6, 4-6, 6-3, 6-4      |

#### Поражения (4)
| Год  | Турнир                         | Покрытие | Партнёр       | Соперники в финале          | Счёт в финале      |
| ---- | ------------------------------ | -------- | ------------- | --------------------------- | ------------------ |
| 1976 | Открытый чемпионат Франции     | Грунт    | Рауль Рамирес | Фред Макнейр Шервуд Стюарт  | 6-7, 3-6, 1-6      |
| 1977 | Открытый чемпионат США         | Грунт    | Рауль Рамирес | Фрю Макмиллан Боб Хьюитт    | 4-6, 0-6           |
| 1979 | Уимблдонский турнир            | Трава    | Рауль Рамирес | Джон Макинрой Питер Флеминг | 6-4, 4-6, 2-6, 2-6 |
| 1980 | Открытый чемпионат Франции (2) | Грунт    | Рауль Рамирес | Виктор Амайя Хэнк Пфистер   | 6-1, 4-6, 4-6, 3-6 |

## Участие в финалах итоговых турниров года

### Парный разряд (4)

#### Победы (2)
| Год  | Турнир                  | Покрытие | Партнёр       | Соперники в финале       | Счёт в финале               |
| ---- | ----------------------- | -------- | ------------- | ------------------------ | --------------------------- |
| 1975 | Итоговый турнир WCT     | Ковёр    | Рауль Рамирес | Клифф Дрисдейл Марк Кокс | 7-6(6), 6-7(5), 6-2, 7-6(6) |
| 1980 | Итоговый турнир WCT (2) | Ковёр    | Рауль Рамирес | Том Оккер Войтек Фибак   | 3-6, 6-4, 6-4, 3-6, 6-3     |

#### Поражения (2)
| Год  | Турнир              | Покрытие | Партнёр       | Соперники в финале           | Счёт в финале           |
| ---- | ------------------- | -------- | ------------- | ---------------------------- | ----------------------- |
| 1976 | Мастерс             | Ковёр    | Рауль Рамирес | Фред Макнейр Шервуд Стюарт   | 3-6, 7-5, 7-5, 4-6, 4-6 |
| 1983 | Итоговый турнир WCT | Ковёр    | Рауль Рамирес | Хайнц Гюнтхардт Балаж Тароци | 3-6, 5-7, 6-7           |

## Титулы в турнирах Гран-при, WCT и Большого шлема
| №   | Дата             | Турнир                        | Покрытие  | Соперник в финале | Счёт в финале      |
| --- | ---------------- | ----------------------------- | --------- | ----------------- | ------------------ |
| 1.  | 16 апреля 1973   | Йоханнесбург, ЮАР             | Хард      | Хайме Фильоль     | без игры           |
| 2.  | 14 мая 1973      | Лас-Вегас, США                | Хард      | Артур Эш          | 6-1, 6-3           |
| 3.  | 28 октября 1974  | Париж, Франция                | Хард (i)  | Эдди Диббс        | 6-3, 5-7, 8-6, 6-0 |
| 4.  | 18 января 1975   | Балтимор, США                 | Ковёр     | Аллан Стоун       | 3-6, 6-2, 6-3      |
| 5.  | 28 января 1975   | Дейтон, Огайо, США            | Ковёр     | Джефф Мастерс     | 6-4, 4-6, 6-4      |
| 6.  | 6 октября 1975   | Мельбурн, Австралия           | Трава (i) | Гарольд Соломон   | 6-2, 7-6, 6-1      |
| 7.  | 20 сентября 1976 | Лос-Анджелес, США             | Ковёр     | Артур Эш          | 6-2, 6-2           |
| 8.  | 17 января 1977   | Балтимор (2)                  | Ковёр     | Гильермо Вилас    | 6-3, 7-6           |
| 9.  | 21 февраля 1977  | Палм-Спрингс, Калифорния, США | Хард      | Гильермо Вилас    | 2-6, 6-1, 6-3      |
| 10. | 14 марта 1977    | Вашингтон (WCT), США.         | Ковёр     | Боб Лутц          | 6-1, 6-2           |
| 11. | 21 марта 1977    | Карлсбад, Калифорния, США     | Хард      | Марти Риссен      | 6-3, 6-2           |
| 12. | 24 октября 1977  | Вена, Австрия                 | Хард (i)  | Войтек Фибак      | 6-1, 6-1           |
| 13. | 13 марта 1978    | Вашингтон (WCT) (2)           | Ковёр     | Рауль Рамирес     | 7-5, 7-6           |
| 14. | 2 апреля 1978    | Дейтон (2)                    | Ковёр     | Эдди Диббс        | 2-6, 6-4, 7-6      |
| 15. | 17 апреля 1978   | Хьюстон, США                  | Грунт     | Илие Настасе      | 3-6, 6-2, 6-1      |
| 16. | 6 августа 1979   | Колумбус, Огайо, США          | Грунт     | Эдди Диббс        | 6-3, 6-0           |
| 17. | 15 октября 1979  | Базель, Швейцария             | Хард (i)  | Джохан Крик       | 7-5, 6-1, 4-6, 6-3 |
| 18. | 16 июня 1980     | Сербитон, Великобритания      | Трава     | Сэнди Майер       | 6-3, 6-3           |
| 19. | 21 июля 1980     | Вашингтон (Гран-при)          | Грунт     | Хосе Луис Клерк   | 7-5, 4-6, 6-4      |
| 20. | 20 октября 1980  | Вена (2)                      | Хард (i)  | Трей Уолтке       | 6-2, 6-4, 6-3      |
| 21. | 27 октября 1980  | Париж (2)                     | Ковёр     | Адриано Панатта   | 4-6, 6-3, 6-1, 7-6 |
| 22. | 10 августа 1981  | Стоу, Вермонт, США            | Хард      | Тони Грэм         | 6-3, 6-3           |
| 23. | 26 апреля 1982   | Тампа, Флорида, США           | Хард      | Майк Эстеп        | 6-7, 6-2, 6-4      |
| 24. | 18 октября 1982  | Вена (3)                      | Хард (i)  | Билл Сканлон      | 6-1, 6-4, 6-0      |
| 25. | 17 октября 1983  | Вена (4)                      | Хард (i)  | Мел Пёрселл       | 6-2, 6-3, 7-5      |

| №   | Дата             | Турнир                                          | Покрытие | Партнёр        | Соперник в финале                | Счёт в финале               |
| --- | ---------------- | ----------------------------------------------- | -------- | -------------- | -------------------------------- | --------------------------- |
| 1.  | 6 февраля 1973   | Филадельфия, США                                | Ковёр    | Дик Стоктон    | Род Лейвер Рой Эмерсон           | 4-6, 6-3, 6-4               |
| 2.  | 14 мая 1973      | Лас-Вегас, США                                  | Хард     | Дик Стоктон    | Кен Розуолл Фред Столл           | 6-7, 6-4, 6-4               |
| 3.  | 7 октября 1973   | Форт-Уэрт, Техас, США                           | Хард     | Дик Стоктон    | Оуэн Дэвидсон Джон Ньюкомб       | 7-6, 6-4                    |
| 4.  | 26 мая 1974      | Отерытый чемпионат Италии, Рим                  | Грунт    | Рауль Рамирес  | Илие Настасе Хуан Хисберт        | 6-3, 6-2, 6-3               |
| 5.  | 19 августа 1974  | Саут-Ориндж, Нью-Джерси, США                    | Хард     | Рауль Рамирес  | Ананд Амритрадж Виджай Амритрадж | 7-6, 6-7, 7-6               |
| 6.  | 20 января 1975   | Филадельфия (2)                                 | Ковёр    | Рауль Рамирес  | Эрик ван Диллен Дик Стоктон      | 3-6, 6-3, 7-6(4)            |
| 7.  | 3 февраля 1975   | Сент-Питерсберг, Флорида, США                   | Хард     | Рауль Рамирес  | Чарли Пасарелл Роско Таннер      | 6-4, 6-4                    |
| 8.  | 17 февраля 1975  | Карлсбад, Калифорния, США                       | Хард     | Рауль Рамирес  | Чарли Пасарелл Роско Таннер      | 7-5, 6-4                    |
| 9.  | 24 марта 1975    | Орландо, Флорида, США                           | Хард     | Рауль Рамирес  | Колин Дибли Рэй Раффлз           | 6-4, 6-4                    |
| 10. | 30 апреля 1975   | Итоговый турнир WCT, Мехико, Мексика            | Ковёр    | Рауль Рамирес  | Клифф Дрисдейл Марк Кокс         | 7-6(6), 6-7(5), 6-2, 7-6(6) |
| 11. | 20 мая 1975      | Открытый чемпионат Италии (2)                   | Грунт    | Рауль Рамирес  | Джимми Коннорс Илие Настасе      | 6-4, 7-6, 2-6, 6-1          |
| 12. | 4 июня 1975      | Открытый чемпионат Франции, Париж               | Грунт    | Рауль Рамирес  | Джон Александер Фил Дент         | 6-4, 2-6, 6-2, 6-4          |
| 13. | 26 августа 1975  | Бостон, США                                     | Грунт    | Рауль Рамирес  | Джон Эндрюс Майк Эстеп           | 4-6, 6-3, 7-6               |
| 14. | 19 октября 1975  | Сидней, Австралия                               | Хард (i) | Рауль Рамирес  | Росс Кейс Джефф Мастерс          | 6-4, 6-2                    |
| 15. | 26 октября 1975  | Перт, Австралия                                 | Хард     | Рауль Рамирес  | Росс Кейс Джефф Мастерс          | 2-6, 6-4, 6-4, 6-0          |
| 16. | 2 ноября 1975    | Открытый чемпионат Японии, Токио                | Грунт    | Рауль Рамирес  | Мануэль Орантес Хуан Хисберт     | 7-6, 6-4                    |
| 17. | 5 января 1976    | Монтеррей, Мексика                              | Ковёр    | Рауль Рамирес  | Росс Кейс Джефф Мастерс          | 6-2, 4-6, 6-3               |
| 18. | 4 февраля 1976   | Ричмонд, Виргиния, США                          | Ковёр    | Рауль Рамирес  | Том Оккер Артур Эш               | 6-4, 7-5                    |
| 19. | 17 февраля 1976  | Сент-Луис, США                                  | Ковёр    | Рауль Рамирес  | Джон Александер Фил Дент         | 6-4, 6-2                    |
| 20. | 9 марта 1976     | Мехико, Мексика                                 | Грунт    | Рауль Рамирес  | Брайан Фэрли Исмаил эль-Шафей    | 6-4, 7-6(4)                 |
| 21. | 17 марта 1976    | Джексон, Миссисипи, США                         | Ковёр    | Рауль Рамирес  | Росс Кейс Джефф Мастерс          | 7-5, 4-6, 6-0               |
| 22. | 30 марта 1976    | Каракас, Венесуэла                              | Грунт    | Рауль Рамирес  | Джефф Боровяк Илие Настасе       | 7-5, 6-4                    |
| 23. | 24 мая 1976      | Открытый чемпионат Италии (3)                   | Грунт    | Рауль Рамирес  | Джефф Мастерсs Джон Ньюкомб      | 7-6, 5-7, 6-3, 3-6, 6-3     |
| 24. | 21 июня 1976     | Уимблдонский турнир, Великобритания             | Трава    | Рауль Рамирес  | Росс Кейс Джефф Мастерс          | 3-6, 6-3, 8-6, 2-6, 7-5     |
| 25. | 26 июля 1976     | Вашингтон, США                                  | Грунт    | Рауль Рамирес  | Джимми Коннорс Артур Эш          | 6-3, 6-3                    |
| 26. | 8 августа 1976   | Норт-Конвей, Нью-Гэмпшир, США                   | Грунт    | Рауль Рамирес  | Рикардо Кано Виктор Печчи        | 6-3, 6-0                    |
| 27. | 9 августа 1976   | Чемпионат США на грунтовых кортах, Индианаполис | Грунт    | Рауль Рамирес  | Фред Макнейр Шервуд Стюарт       | 6-2, 6-2                    |
| 28. | 15 сентября 1976 | Вудлендс, Техас, США                            | Хард     | Рауль Рамирес  | Фил Дент Аллан Стоун             | 6-1, 6-4, 5-7, 7-6          |
| 29. | 18 октября 1976  | Барселона, Испания                              | Грунт    | Рауль Рамирес  | Фрю Макмиллан Боб Хьюитт         | 7-6, 6-4                    |
| 30. | 23 ноября 1976   | Йоханнесбург, ЮАР                               | Хард     | Шервуд Стюарт  | Стэн Смит Хуан Хисберт           | 1-6, 6-1, 6-2, 7-6          |
| 31. | 7 февраля 1977   | Майами, США                                     | Грунт    | Рауль Рамирес  | Пол Кронк Клифф Летчер           | 7-5, 6-4                    |
| 32. | 16 мая 1977      | Открытый чемпионат Италии (4)                   | Грунт    | Рауль Рамирес  | Фред Макнейр Шервуд Стюарт       | 6-7, 7-6, 7-5               |
| 33. | 23 мая 1977      | Открытый чемпионат Франции (2)                  | Грунт    | Рауль Рамирес  | Ян Кодеш Войтек Фибак            | 7-6, 4-6, 6-3, 6-4          |
| 34. | 31 июля 1977     | Норт-Конвей (2)                                 | Грунт    | Рауль Рамирес  | Фред Макнейр Шервуд Стюарт       | 7-5, 6-3                    |
| 35. | 31 октября 1977  | Париж, Франция                                  | Хард (i) | Рауль Рамирес  | Джефф Боровяк Роджер Тейлор      | 6-2, 6-0                    |
| 36. | 27 февраля 1978  | Чемпионат США в помещениях, Мемфис              | Ковёр    | Рауль Рамирес  | Фил Дент Джон Ньюкомб            | 3-6, 7-6, 6-2               |
| 37. | 2 апреля 1978    | Дейтон, Огайо, США                              | Ковёр    | Джефф Мастерс  | Хэнк Пфистер Бутч Уолтс          | 6-3, 6-4                    |
| 38. | 29 января 1979   | Ричмонд (2)                                     | Ковёр    | Джон Макинрой  | Гильермо Вилас Ион Цириак        | 6-4, 6-3                    |
| 39. | 6 августа 1979   | Колумбус, Огайо, США                            | Грунт    | Боб Лутц       | Тим Галликсон Том Галликсон      | 4-6, 6-3, 7-6               |
| 40. | 20 августа 1979  | Цинциннати, США                                 | Хард     | Илие Настасе   | Боб Лутц Стэн Смит               | 1-6, 6-3, 7-6               |
| 41. | 2 января 1980    | Итоговый турнир WCT, Лондон (2)                 | Ковёр    | Рауль Рамирес  | Том Оккер Войтек Фибак           | 3-6, 6-4, 6-4, 3-6, 6-3     |
| 42. | 25 февраля 1980  | Чемпионат США в помещениях (2)                  | Ковёр    | Джон Макинрой  | Род Фроли Томаш Шмид             | 6-3, 6-7, 7-6               |
| 43. | 27 июля 1980     | Норт-Конвей (3)                                 | Грунт    | Джимми Коннорс | Стив Дентон Кевин Каррен         | 7-6, 6-2                    |
| 44. | 4 августа 1980   | Колумбус (2)                                    | Хард     | Сэнди Майер    | Элиот Телчер Питер Флеминг       | 6-4, 6-2                    |
| 45. | 8 сентября 1980  | Сограсс, Флорида (2)                            | Хард     | Рауль Рамирес  | Боб Лутц Стэн Смит               | 7-6, 6-4, 2-6, 7-6          |
| 46. | 23 марта 1981    | Милан, Италия                                   | Ковёр    | Рауль Рамирес  | Джон Макинрой Питер Реннерт      | 7-6, 6-3                    |
| 47. | 15 февраля 1982  | Ла-Квинта, Калифорния, США                      | Хард     | Рауль Рамирес  | Джон Ллойд Дик Стоктон           | 6-4, 3-6, 6-2               |
| 48. | 1982             | Сограсс (3)                                     | Грунт    | Рауль Рамирес  | Ким Уорик Марк Эдмондсон         | без игры                    |
| 49. | 25 октября 1982  | Париж (2)                                       | Хард (i) | Брюс Мэнсон    | Джей Лапидус Ричард Мейер        | 6-4, 6-2                    |
| 50. | 22 ноября 1982   | Йоханнесбург (2)                                | Хард     | Фрю Макмиллан  | Шломо Гликштейн Эндрю Паттисон   | 6-2, 6-2                    |
| 51. | 21 февраля 1983  | Ла-Квинта (2)                                   | Хард     | Рауль Рамирес  | Тиан Вильюн Дани Виссер          | 6-3, 6-3                    |
| 52. | 6 июня 1983      | Квинс-Клаб (Лондон), Великобритания             | Трава    | Пол Макнами    | Стив Дентон Кевин Каррен         | 6-4, 6-3                    |
| 53. | 30 июля 1984     | Норт-Конвей (4)                                 | Грунт    | Томаш Шмид     | Кассиу Мотта Блейн Уилленборг    | 6-4, 6-2                    |

## Финалы Кубка Дэвиса

### Победы (2)
| Год  | Место проведения             | Покрытие  | Команда                                         | Соперники в финале                                      | Счёт |
| ---- | ---------------------------- | --------- | ----------------------------------------------- | ------------------------------------------------------- | ---- |
| 1978 | Ранчо-Мираж, Калифорния, США | Хард      | США Б. Готтфрид, Б. Лутц, Дж. Макинрой, С. Смит | Великобритания М. Кокс, Дж. Ллойд, Д. Ллойд, К. Моттрам | 4:1  |
| 1982 | Гренобль, Франция            | Грунт (i) | США Не играл                                    | Франция А.Леконт, Я.Ноа                                 | 4:1  |

## Дальнейшая карьера
В 1985 году Брайан Готтфрид был избран в совет директоров Ассоциации теннисистов-профессионалов. В 1986 он был избран вице-президентом, а в 1987 году — президентом этой организации. В дальнейшем Готтфрид преподавал в Теннисном институте Гарольда Соломона и Теннисной академии Ника Боллетьери.